# Emilush
Emil Göransson, mer känd under sitt artistnamn Emilush, född 30 maj 1987 i Landskrona, är en svensk rappare och reggaeartist. 
Emilush blev först känd i hiphop-Sverige för att, tillsammans med rapkollegan Caustic, ha blivit åtalad för förargelseväckande beteende efter att ha rappat "hela Landskrona hatar polisen" under en konsert på Rotrock i Landskrona.
Emilush har fått ett stort fanfölje, främst i Skåne, och har bland annat gjort flera musikaliska samarbeten med välkända amerikanska rappare, som exempelvis B.G. Knocc Out, Mopreme Shakur, DMC, Necro, Dilated Peoples och även med svenska akter så som General Knas, Ken Ring, Kartellen, Frida Appelgren och Thomas Rusiak.
Emilush är även medlem i reggaebandet Kombination.